# (4715) Médésicaste
(4715) Médésicaste, internationalement (4715) Medesicaste, est un astéroïde troyen de Jupiter.

## Description
(4715) Médésicaste est un astéroïde troyen jovien, camp troyen, c'est-à-dire situé au point de Lagrange L5 du système Soleil-Jupiter. Il présente une orbite caractérisée par un demi-grand axe de 5,111 UA, une excentricité de 0,050 et une inclinaison de 18,6° par rapport à l'écliptique.
Il est nommé en référence à Médésicaste une des filles du roi Priam, lors du conflit légendaire de la guerre de Troie.

## Compléments